# Crœttwiller
Croettwiller es una localidad y comuna francesa, situada en el departamento del Bajo Rin en la región de Alsacia.
- Datos: Q22808
- Multimedia: Crœttwiller / Q22808

1. ↑  Worldpostalcodes.org, código postal n.º 67470.
2. ↑  INSEE, Datos de población para el año 2012 de Crœttwiller (en francés).